# Vigário-Geral para a Cidade do Vaticano
O Vigário-Geral para a Cidade do Vaticano, mais formalmente, o Vigário-Geral de Sua Santidade para a Cidade do Vaticano, é o vigário-geral para a parte da Diocese de Roma que se encontra dentro da Cidade do Vaticano. Ele é escolhido pelo Papa.

## Descrição
Como vigário-geral, ele é o mais alto oficial para a administração eclesiástica, espiritual e material, da área que lhe foi confiada. Desde que esta área tenha muito poucos residentes, sua responsabilidade refere-se principalmente aos visitantes para o Vaticano.
A responsabilidade paralela para a parte principal da Diocese de Roma, é confiada ao Vigário-Geral de Roma.

## Vigários-Gerais para a Cidade do Vaticano
- Agostino Zampini, OSA (30 de maio de 1929 – 7 de junho de 1937)
- Alfonso Camillo de Ciganos, OSA (20 de agosto de 1937 – 18 de janeiro de 1950)
- Petrus Canisius van Lierde, OSA (13 de janeiro de 1951 – 14 de janeiro de 1991)
- Aurelio Sabattani (14 de janeiro de 1991 – 1 de julho de 1991)
- Virgílio Noè (1 de julho de 1991 – 24 de abril de 2002)
- Francesco Marchisano (24 de abril de 2002 – 5 de fevereiro de 2005)
- Angelo Comastri (5 de fevereiro de 2005 – 20 de fevereiro de 2021)
- Mauro Gambetti, O.F.M.Conv. (20 de fevereiro de 2021 –)